# Акт про виключення китайців

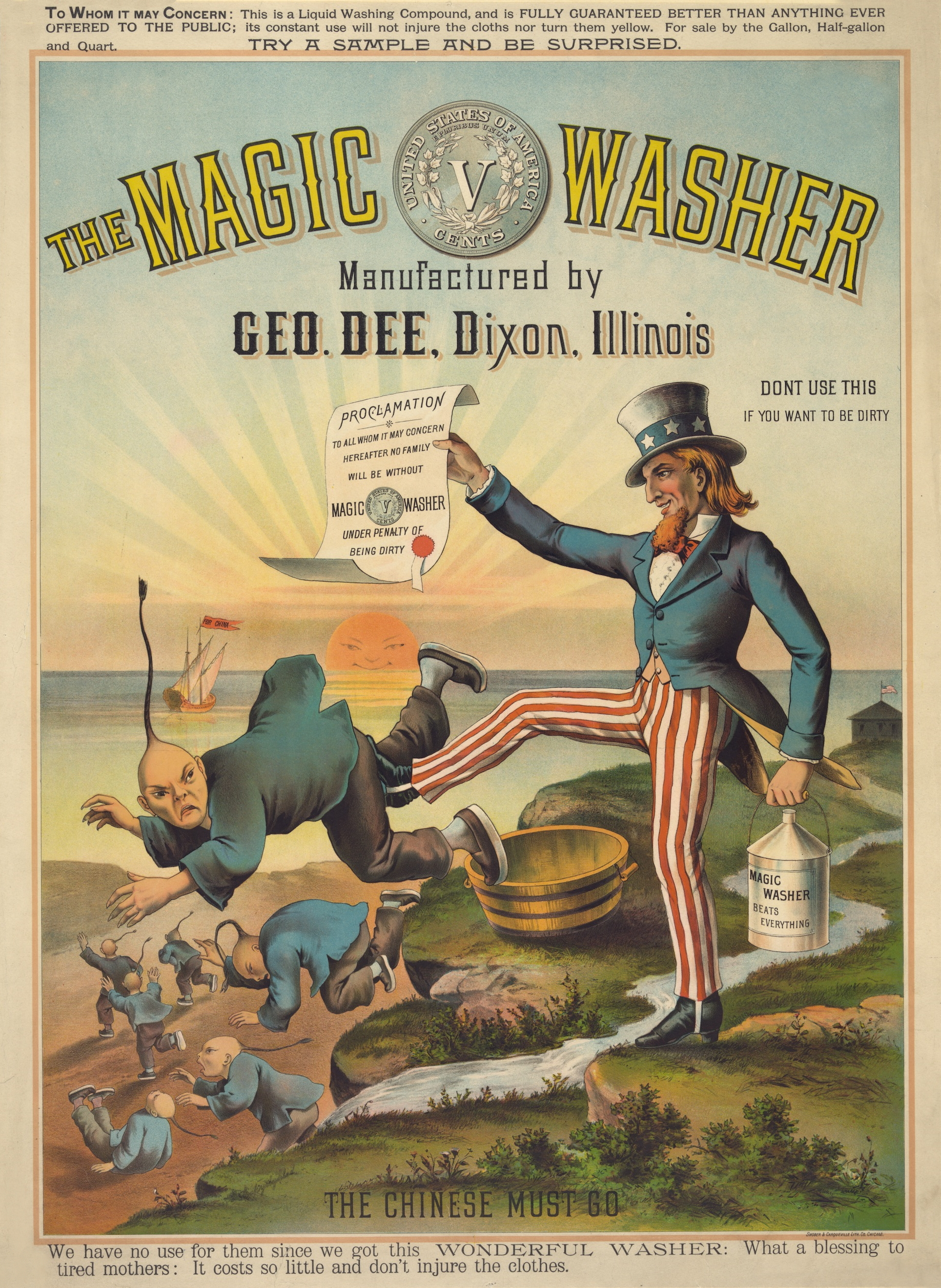
Плакат: Дядько Сем викидає китайців

Акт про виключення китайців (англ. Chinese Exclusion Act) — федеральний закон США, підписаний президентом Честером А. Артуром 6 травня 1882 року. Закон забороняв всю імміграцію китайців та був першим законом, використаним для запобігання імміграції членів певної етнічної чи національної групи.
Акт був чинним до Закону Магнусона 17 грудня 1943 року, який дозволяв в'їжджати 105 китайцям на рік. Китайська імміграція зросла після прийняття Закону про імміграцію та національність 1952 року, який скасував прямі расові бар'єри, а пізніше Законом про імміграцію та національність 1965 року, який скасував формулу національного походження.

## Історія
Перша значна імміграція китайців до Північної Америки розпочалася з Каліфорнійської золотої лихоманки 1848–1855 рр., і вона продовжилася з наступними великими трудовими проєктами, такими як будівництво Першої трансконтинентальної залізниці. На ранніх стадіях золотої лихоманки, коли золота було вдосталь, китайці сприймались нейтрально білими людьми. Однак, оскільки золото ставало важче знайти і конкуренція зростала, ворожнеча до китайців та інших іноземців зросла. Після примусового вигнання з місць видобутку золота, китайці-іммігранти почали поселятися в анклавах у містах, головним чином, Сан-Франциско, і зайнялися низькооплачуваною роботою, як робота в ресторані чи пральні роботи. Коли економіка занепала після громадянської війни в 1870-х роках, антикитайська ворожнеча стала політизуватися лідером профспілок Денісом Керні та його партією, а також губернатором штату Каліфорнія Джоном Біглером. Громадська думка та закон у Каліфорнії почали демонізувати китайських робітників та іммігрантів у будь-якій ролі, у другій половині 19 століття спостерігалась низка законів, що обмежують китайських працівників, поведінку та навіть життєві умови. Хоча багато з цих законодавчих зусиль було швидко скасовано Верховним судом штату, ще багато антикитайських законів продовжували прийматися як у Каліфорнії, так і на державному рівні.

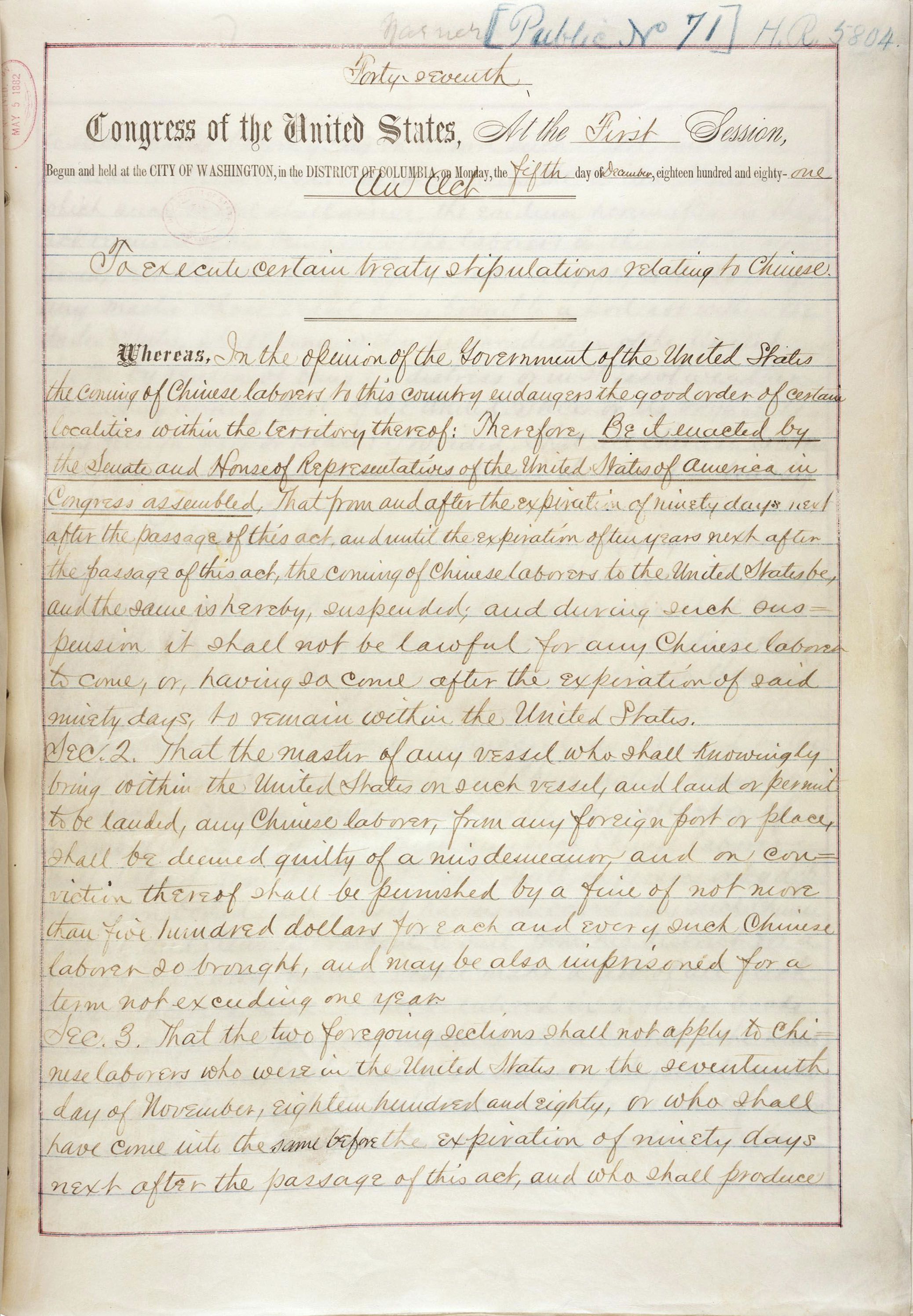
Перша сторінка Акту про виключення китайців

На початку 1850-х років був спротив ідеї виключення китайських робітників, оскільки вони забезпечували суттєві податкові надходження, що допомагало поповнити бюджетний дефіцит Каліфорнії. Тодішній китайський імператор підтримував це виключення, висловлювавши свою стурбованість тим, що китайська імміграція до Америки призведе до втрати робочої сили для Китаю . Але наприкінці десятиліття фінансове становище покращилося, а спроби внести до законодавства про виключення китайців ставали успішними на державному рівні. У 1858 році Законодавство Каліфорнії прийняло закон, який забороняв будь-якій особі «китайської чи монгольської раси» приїжджати до штату; однак цей закон був оскаржений Верховним Судом у 1862 році.
Китайські працівники-іммігранти забезпечували дешеву робочу силу та не використовували жодної урядової інфраструктури (школи, лікарні тощо), оскільки населення китайських мігрантів переважно складалось із дорослих чоловіків. З часом і все більше і більше китайських мігрантів прибувало до Каліфорнії, часто спалахувало насильство в таких містах, як Лос-Анджелес. 
У 1879 році Каліфорнія прийняла нову Конституцію, яка чітко уповноважувала уряд штату визначати, яким особам дозволяється проживати в штаті, та забороняла китайцям працювати на корпорації та уряд штатів чи округів. Після багатьох дискусій Федеральний уряд був остаточно переконаний у прийнятті Акту про виключення китайців, який заборонив всю імміграцію з Китаю терміном на 10 років.
Після прийняття цього акту більшість китайських робітників зіткнулися з дилемою: залишитися в Сполучених Штатах на самоті або повернутися в Китай до своїх родин.

## Наслідки
Незважаючи на те, що Акт про виключення китайців 1882 року і призупинив їх імміграцію на десять років, на заході США вже знаходилися близько 200 тисяч робітників з Китаю, які приїхали туди до цієї постанови. Страх перед так званою жовтою небезпекою і швидко зростаючою кількістю китайців викликав постійні сутички на расовому, етнічному і мовному ґрунті. Не останню роль в цьому зіграли компактні поселення китайців із особливою їжею, ієрогліфами і незвичайний для європейців зовнішній вигляд китайців того часу: чоловіки носили халати, широкополі капелюхи, сандалі, мали довгі вуса, бороди і волосся, заплетене в коси. 2 вересня 1885 року Вайомінг отримав сумну славу не тільки постійним переслідуванням індіанців, а й кривавою бійнею китайців з білими в Рок-Спрінгс, яка сталася через інтенсивну конкуренцію між двома групами на вузькоспеціалізованому ринку праці.